# Вельвичия
Вельви́чия (лат. Welwítschia) — монотипный род голосеменных растений семейства Вельвичиевые (Welwitschiaceae). Единственный вид — Вельви́чия удиви́тельная (лат. Welwítschia mirábilis): реликтовое растение, единственный современный вид порядка Вельвичиевые (Welwitschiales) класса Гнетовые.
Вельвичия растёт на юго-западе Анголы и в Намибии в пределах каменистой пустыни Намиб, тянущейся вдоль побережья Атлантического океана. В основном область её распространения ограничена узкой береговой полосой вдоль западного побережья Африки — от окрестностей города Мосамедиш в южной части Анголы до южного тропика в Намибии. Растение редко встречается далее, чем в ста километрах от берега. Это примерно соответствует тому пределу, которого достигают туманы, являющиеся для вельвичии основным источником влаги, поскольку осадки здесь крайне нерегулярны и их выпадает очень мало. Лишь отдельные экземпляры вельвичии встречаются во внутренних районах пустыни Намиб, поселяясь в верховьях сухих русел временных водотоков, где осадков выпадает больше. Здесь после обильных дождей в широких неглубоких понижениях собирается вода и земля увлажняется на глубину 1,5—2 м.

## Названия
Род Вельвичия назван английским ботаником Джозефом Гукером в честь австрийского (словенского) ботаника и путешественника Фридриха Вельвича, который в 1860 году открыл это растение на юге Анголы.
Племена бушменов называют это растение «отджи тумбо», что означает «большой господин».

## Биологическое описание
Вельвичия — двулистное розеточное растение с толстым стволовидным стеблем, большую часть которого составляет гипокотиль.
Семя вельвичии состоит из зародыша, окружённого тканью гаметофита, служащей резервом питательных веществ на первых этапах развития зародыша. В покоящемся семени зародыш вельвичии состоит из длинного корешка, короткого утолщённого гипокотиля и верхушечной почки, закрытой двумя сложенными семядолями. Внешний покров семени имеет два тонких крыловидных выроста. Определённые участки оболочки волокнистые и обладают очень высокой гигроскопичностью, обеспечивая набухание семени даже при минимуме влаги.
При прорастании семени первым выходит корешок, семядоли высвобождаются позже и быстро зеленеют, поднимаясь над поверхностью почвы. При этом оболочка семени остается в почве. После того, как семя проросло и семядоли выросли в длину до 25—35 мм, начинает развиваться первая пара настоящих листьев. Семядоли жизнеспособны около 18 месяцев, достигая примерно 4 см в длину и 9 мм в ширину. Затем они подсыхают, но ещё долго остаются на растении, сохраняясь в общей сложности два-три года, затем опадают. В отличие от них, первая пара настоящих листьев продолжает расти на протяжении всей жизни растения, благодаря наличию активной меристематической (состоящей из постоянно делящихся клеток) каймы у их основания. Вторая пара настоящих листьев развита слабо и представляет собой примордии (зачатки листьев). В процессе развития они уплощаются и срастаются с верхушкой побега, выполняя защитную функцию.

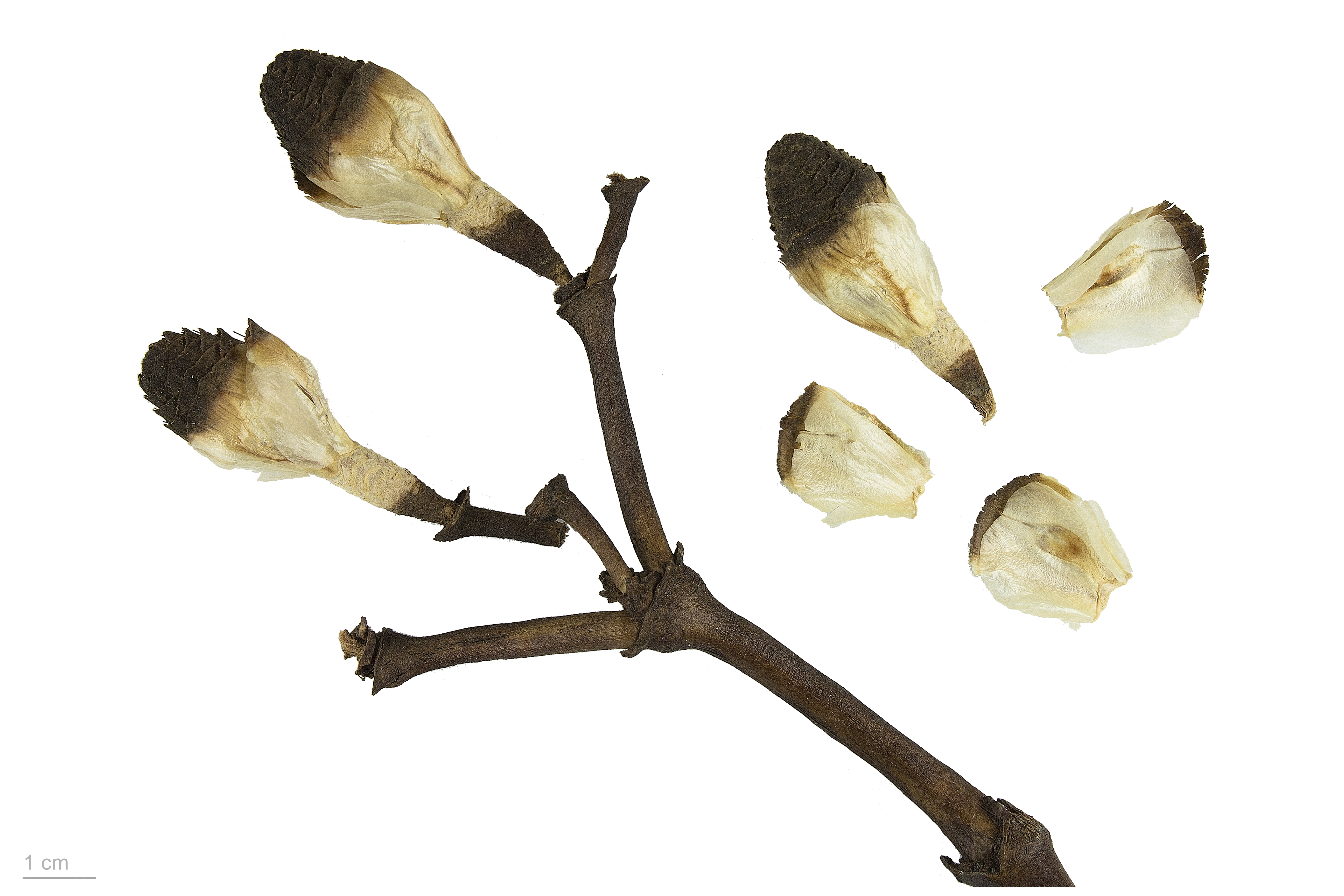
Welwitschia mirabilis
Тулузский музей

Корень толстый, стержневой, длиной 1-1,5 (3) м (раньше считалось, что он может достигать грунтовых вод, но позже выяснилось, что это не так). При этом развитие и интенсивное ветвление боковых корней происходит в двух ярусах: на глубине всего 7-10 см под уровнем почвы, и значительно глубже — около 1 м. Видимо, в этих двух ярусах в почве периодически возникает наиболее благоприятный режим влажности.
Стебель древесный, короткий, полый, похожий на перевёрнутый конус. Он почти весь морфологически соответствует гипокотилю (самой нижней части побега, которая располагается ниже семядолей) и нижняя его часть постепенно переходит в корневую шейку. Стебель выступает над поверхностью почвы на 15—50 см и покрыт слоем пробки толщиной до 2 см.
Скорость роста листьев в природных местах произрастания составляет 30-40 см в год. Длина каждого листа 2—4 м (иногда — до 8 м) при ширине около метра (максимальная ширина — почти два метра). При этом листья постепенно отмирают на концах, расщепляются по длине на узкие ленты (ремни) и свернутой сухой грудой лежат на песке. Жилкование листьев — параллельное. Цвет — буро-зелёный. На ощупь листья похожи на доски.

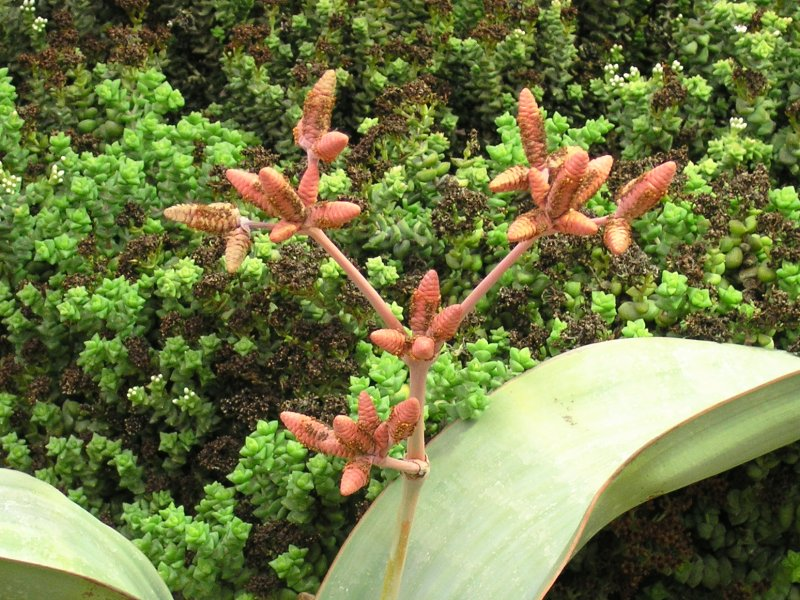
Мужская особь вельвичии удивительной с шишками

Лист растения обладает исключительно высоким числом устьиц — до 22 тысяч на квадратный сантиметр. Они расположены с обеих сторон листа. Связано это с тем, что основным источником влаги для растения является густой туман, который приносится с океана западным ветром (дующим с Атлантического океана) в течение трёхсот дней в году. Туман конденсируется на листьях и поглощается через устьица — такая конденсация равноценна 50 мм осадков. Связывание углекислого газа происходит по CAM-пути: устьица остаются открытыми при низких температурах — ночью и во время тумана, а при повышении температуры в дневное время они закрываются.
Вельвичия — двудомное растение, то есть имеются мужские и женские растения. Стробилы (шишки) располагаются на ветвящихся стеблях, выходящих из центра диска, как бы из пазух листьев, и образуют сложные ветвистые собрания. Цвет стробилов — сначала зелёный, затем от рыжего до тёмно-малинового. У мегастробилов (женских шишек) под чешуйками находится множество семян. Микростробилы (мужские шишки) имеют гораздо меньшие размеры, чем мегастробилы.
Опыление происходит с помощью насекомых. Семена распространяются с помощью ветра — у них имеются крылышки, ранее служившие покровом стробилов.
Срок жизни вельвичии очень велик. Годовых колец на её стволе нет, но возраст некоторых растений был определён радиоуглеродным методом — он составил около двух тысяч лет.

## Вельвичия в культуре
Вельвичию можно культивировать как оранжерейное или комнатное растение. Делают это не из-за её высоких декоративных качеств, а по причине исключительной непохожести вельвичии ни на одно другое растение.

Вельвичия на гербе Намибии.

Вельвичия растёт очень медленно. Чувствительна к заморозкам. Требует хорошо дренированной почвы, слой которой должен быть достаточно глубок для её длинного главного корня. Для нормального развития необходим сухой климат, прямое солнечное освещение; дневная температура +21…+23 °C, ночная — +10…+12 °C. Поливать растение в период роста следует регулярно, но умеренно, без чрезмерной пересушки земляного кома; между поливами необходимо дать просохнуть верхнему слою почвы. Во время периода покоя растение не поливают.
Корневая система стержневидная и постоянно стремится вглубь, поэтому контейнер для посадки следует выбирать глубокий, с большим количеством дренажных отверстий в днище. Рекомендуется беречь листья от механических повреждений, хотя, через несколько десятков лет, концы листьев неизбежно начинают подсыхать и расслаиваться. В зависимости от условий содержания первые стробилы (побеги со спорангиями) появляются на 3—12 год с момента посадки.
Размножение — семенами, которые сохраняют свою всхожесть в течение многих лет. Перед посадкой семена обрабатывают фунгицидом и высевают поверх стерильной, беспочвенной смеси, немного присыпав сверху песком. Смесь для посадки должна быть однородной и лишь слегка увлажнённой. Проращивают семена в максимально тёплом и светлом месте (оптимальная температура — +27…+38 °C). Срок прорастания — 1—6 месяцев. Семена и всходы подвержены грибковым заболеваниям и могут загнить от недостатка тепла или переувлажнения, поэтому с момента посадки до активного роста настоящих листьев необходимо строго соблюдать режим увлажнения, поддерживать высокую температуру воздуха и почвы. Во избежание развития гнилостных процессов сеянцы следует несколько раз обработать фунгицидами.

## Вельвичия под охраной закона
Вельвичия подпадает под действие Конвенции о международной торговле видами дикой фауны и флоры (CITES) от 18.01.1990.
Кроме того, Вельвичия охраняется согласно намибийскому закону об охране природы, который запрещает сбор семян дикорастущих растений этого вида без разрешения специального государственного органа.